# دانشگاه پاریس ۳: سوربن جدید
دانشگاه پاریس ۳ یا سوربن جدید (به فرانسوی: Université de la Sorbonne Nouvelle , Paris III) یکی از شعب سیزده‌گانه دانشگاه پاریس محسوب می‌شود.
این واحد در سال ۱۹۷۱ از دانشگاه پاریس جدا شد. عمدتاً رشته‌های هنری و علوم انسانی در این دانشگاه تدریس می‌شود.
این دانشگاه در ۹ مرکز متفاوت تقسیم‌بندی شده‌است. واحد مرکزی این دانشگاه در محله لاتین پاریس قرار دارد.